# Obafemi Martins
Obafemi Akinwunmi Martins, född den 28 oktober 1984 i Lagos, är en nigeriansk professionell fotbollsspelare som spelar för Shanghai Shenhua. Han spelar också för Nigerias landslag.

## Karriär
Martins inledde proffskarriären i Inter i Serie A. Han gjorde sin första A-lagsmatch i december 2002, då mot Parma. Under 2005 skrev Martins på ett femårskontrakt med Inter, men efter att Zlatan Ibrahimović och Hernán Crespo anlänt till klubben blev det ont om anfallsplatserna och den 24 augusti 2006 skrev han på för Newcastle United, ett femårskontrakt. Han stannade emellertid bara i tre år, innan han flyttade till tyska Wolfsburg den 31 juli 2009. Den 9 juli 2010 tecknade Martins ett treårskontrakt med de ryska mästarna Rubin Kazan. Han lånades 2011 ut till Birmingham City och avgjorde finalen i Engelska Ligacupen mot Arsenal med sitt 1–2-mål, vilket gav Birmingham City en titel för första gången på många år. 2012/2013 spelade Martins för spanska Levante UD och därefter för amerikanska Seattle Sounders.
Den 18 februari 2016 värvades Martins av kinesiska Shanghai Shenhua. I juni 2018 lämnade han klubben. Den 15 juli 2020 återvände Martins till Shanghai Shenhua.

## Meriter
- Serie A-mästare 2005/2006
- Coppa Italia-mästare 2004/2005, 2006/2007
- Supercoppa italiana-mästare 2004/2005, 2005/2006
- Engelska Ligacupen-mästare 2010/2011